# نعنای زیبای گل‌درشت
نعناع زیبای گل درشت (نام علمی: Clinopodium grandiflorum) نام یک گونه از سرده نعناع زیبا است.